# IBM Multicolor Graphics Adapter
Multi-Color Graphics Array (MCGA) je varianta grafické karty kompatibilní s VGA vyvinutá společnosti IBM pro PC/AT. Hlavní rozdíl oproti VGA je použití jen 64kB video paměti což omezuje možné max. grafické rozlišení na 640x480 s barevnou hloubkou 1bit.